# Barrou
Barrou is een gemeente in het Franse Kanton Grand-Pressigny dat behoort tot het departement Indre-et-Loire (regio Centre-Val de Loire) en telt 482 inwoners (1999). De plaats maakt deel uit van het arrondissement Loches.

## Geografie
De oppervlakte van Barrou bedraagt 30,1 km², de bevolkingsdichtheid is 16,0 inwoners per km². De plaats ligt aan de Creuse.
De onderstaande kaart toont de ligging van Barrou met de belangrijkste infrastructuur en aangrenzende gemeenten.

## Demografie
Onderstaande figuur toont het verloop van het inwonertal (bron: INSEE-tellingen).